# Isak N Jiyeon
Isak N Jiyeon (em coreano: 이삭 N 지연) foi um duo feminino sul-coreano formado pela SM Entertainment em 2002. A dupla foi dissolvida em 2004. As integrantes eram Lee Ji Yeon e Kim Isak.

## Ex-integrantes
- Kim Isak (김이삭) (nascida em 25 de maio de 1985, em Frankfurt) - seu nome real é Ida Dene Simmons. Foi VJ no Pops in Seoul, da Arirang TV.
- Lee Jiyeon (이지연) (nascida em 18 de fevereiro de 1984) - é atualmente conhecida como Lina, integrante da girl group The Grace.

## Discografia

### Álbum de estúdio
- Tell Me Baby, lançado em setembro de 2002

### Compilações
- 2003 Summer Vacation in SMTOWN.com
- 2004 Summer Vacation in SMTOWN.com